# Phyllachora rhytismoides
Phyllachora rhytismoides är en svampart som först beskrevs av Chevall., och fick sitt nu gällande namn av Pier Andrea Saccardo 1883. Phyllachora rhytismoides ingår i släktet Phyllachora och familjen Phyllachoraceae.   Inga underarter finns listade i Catalogue of Life.